# Droit mongol
Le droit mongol est l'ensemble des normes constitutionnelles et législatives s'appliquant en Mongolie.

## Histoire
Le droit mongol s'est développé en trois étapes. La première est la formation du système légal de l'empire mongol, qui avait conquis de vastes territoires, appelé le Yassa de Gengis Khan. Le droit de l'empire Yuan s'appliqua dans la partie est de l'empire mongol.
La deuxième étape est l'intégration de lois telles que le droit des Oïrats, le Khalkha Juram, les documents juridiques concernant le ministère des Affaires d’État de la Mongolie extérieure et les documents juridiques mongols.
La troisième étape est la période de formation et de développement du système légal moderne. Pendant la période socialiste, trois Constitutions d'inspiration communiste se succèdent, en 1924, 1940 et 1960. Lors de la chute des régimes communistes, la Mongolie rejette l'économie planifiée, le monopartisme, adopte un « Amendement à la Constitution », et modifie progressivement son système juridique et législatif, en adoptant plus de 500 lois nouvelles.

## Sources du droit

### Constitution
La Constitution est la norme suprême de la Mongolie.

### Droit international
L'article 10 de la Constitution dispose que la Mongolie doit adhérer aux normes et principes universellement reconnus de droit international.
Les traités dûment ratifiés – par l'adoption d'une loi du Grand Khoural d'État – font partie du droit interne mongol et la Mongolie s'engage, dans sa Constitution, à les appliquer de bonne foi.
Les traités non conformes à la Constitution ne peuvent s'appliquer en Mongolie.

### Législation
Le pouvoir législatif est confié au Grand Khoural d'État.

## Sources

## Compléments